# پکورینو رومانو
پکورینو رومانو (تلفظ ایتالیایی: [pekoˈri:no roˈma:no]) پنیر، سفت، شور مزه ایتالیایی است که رنده می‌شود و از شیر گوسفند ساخته شده‌است. نام "pecorino" به معنای "گوسفندی" در زبان ایتالیایی است. نام این پنیر، گرچه محافظت شده‌است، اما یک توصیف ساده است و نه یک مارک تجارتی: "[formaggio] pecorino romano" به معنای "[پنیر] گوسفندی رم است".
اگرچه این تنوع پنیر در لاتزیو سرچشمه گرفته‌است، همان‌طور که از نام آن نیز مشخص است، بیشتر تولید واقعی آن به جزیره ساردینیا منتقل شده‌است. پکورینو رومانو محصولی ایتالیایی با نام شناخته شده و محافظت شده توسط قوانین جامعه اروپا است.
پکورینو رومانو یکی از اصلی‌ترین خوراک‌ها برای لژیونرهای روم باستان بود. امروزه، هنوز هم مطابق دستور اصلی ساخته می‌شود و یکی از قدیمی‌ترین پنیرهای ایتالیا است. در اول ماه مه، خانواده‌های رومی به‌طور سنتی در طی یک گشت و گذار روزانه در روم کامپاگنا، پکورینو را با باقالی تازه می‌خورند. بیشتر در ایتالیای مرکزی و جنوبی مورد استفاده قرار می‌گیرد.